# Vovciok (Vovciok), Nemîriv
Vovciok (în ucraineană Вовчок) este localitatea de reședință a comunei Vovciok din raionul Nemîriv, regiunea Vinnița, Ucraina.

## Demografie
Componența lingvistică a localității Vovciok
     Ucraineană (98,55%)
     Rusă (1,35%)
     Alte limbi (0,1%)
Conform recensământului din 2001, majoritatea populației localității Vovciok era vorbitoare de ucraineană (98,55%), existând în minoritate și vorbitori de rusă (1,35%).